# Кларенс (Айова)
Кларенс (англ. Clarence) — місто (англ. city) в США, в окрузі Седар штату Айова. Населення — 1039 осіб (2020).

## Географія
Кларенс розташований за координатами 41°53′9″ пн. ш. 91°3′25″ зх. д. / 41.88583° пн. ш. 91.05694° зх. д. (41.885888, -91.057044).  За даними Бюро перепису населення США в 2010 році місто мало площу 1,75 км², уся площа — суходіл.

## Демографія
Згідно з переписом 2010 року, у місті мешкали 974 особи в 418 домогосподарствах у складі 252 родин. Густота населення становила 556 осіб/км².  Було 455 помешкань (260/км²).
Расовий склад населення:
| - 97,8 % — білих - 0,3 % — корінних американців - 0,2 % — чорних або афроамериканців |

До двох чи більше рас належало 0,8 %. Частка іспаномовних становила 1,4 % від усіх жителів.
За віковим діапазоном населення розподілялося таким чином: 21,7 % — особи молодші 18 років, 53,2 % — особи у віці 18—64 років, 25,1 % — особи у віці 65 років та старші. Медіана віку мешканця становила 44,6 року. На 100 осіб жіночої статі у місті припадало 81,4 чоловіків;  на 100 жінок у віці від 18 років та старших — 84,7 чоловіків також старших 18 років.
Середній дохід на одне домашнє господарство  становив 51 487 доларів США (медіана — 44 196), а середній дохід на одну сім'ю — 68 668 доларів (медіана — 61 705). Медіана доходів становила 45 391 долар для чоловіків та 35 333 долари для жінок. За межею бідності перебувало 13,0 % осіб, у тому числі 10,2 % дітей у віці до 18 років та 13,7 % осіб у віці 65 років та старших.
Цивільне працевлаштоване населення становило 426 осіб. Основні галузі зайнятості: освіта, охорона здоров'я та соціальна допомога — 22,1 %, будівництво — 15,0 %, виробництво — 14,3 %, роздрібна торгівля — 13,8 %.